# Physcia jackii
Physcia jackii är en lavart som beskrevs av Roland Moberg. Physcia jackii ingår i släktet Physcia och familjen Physciaceae.   Inga underarter finns listade i Catalogue of Life.